# ديف جوستين
ديف جوستين (بالإنجليزية: Dave Heath)‏ هو مصور كندي وأمريكي، ولد في 27 يونيو 1931 في فيلادلفيا في الولايات المتحدة، وتوفي في 27 يونيو 2016 في تورونتو في كندا.